# Bruno de Finetti
Bruno de Finetti (Innsbruck, 13 juni 1906 - Rome, 20 juli 1985) was een Italiaanse wiskundige, speciaal op het gebied van de kansrekening, de statistiek en de verzekeringswiskunde. Naar hem is de door hem bewezen Stelling van De Finetti genoemd.

## Biografie
De Finetti kwam als Bruno Johannes Leonhard Maria von Finetti ter wereld.  Zijn grootvader, Giovanno Ritter von Finetti, was een aannemer in Triëst, dat toen tot Oostenrijk behoorde, en omdat hij deelnam aan de bouw van de Arlbergbahn, verhuisde het gezin naar Innsbruck. De Finetti's vader, Gualtiero, nam het bedrijf over, tot hij in 1910 benoemd werd als 'Baudirektor' in Triëst. Kort daarna stierf zijn vader en verhuisde het gezin naar Trent, waar de moeder vandaan kwam.
Bruno de Finetti studeerde Toegepaste Wiskunde in Milaan en studeerde af in 1927 met een scriptie over affiene ruimten. Het werk werd geprezen en De Finetti nam onderzoekstaken op zich bij het nieuw opgerichte Istituto Centrale di Statistica in Rome en kreeg in 1930 de zogeheten 'venia Legendi' (licentiaat). In die tijd kwam hij ook in contact met de Italiaanse vorm van het pragmatisme, wat hem vooral in zijn antirealisme sterk beïnvloedde. Dit bracht De Finetti ertoe de hypothese dat kansen objectief zijn, te verwerpen. In plaats daarvan ontwikkelde hij onafhankelijk van Frank Ramsey de theorie van subjectieve waarschijnlijkheid.
In 1931 begaf De Finetti zich op het gebied de economie en werd actuaris bij de Assicurazioni Generali van Triëst. In deze hoedanigheid nam hij ook onderwijsactiviteiten op zich. In 1939 werd hem een leerstoel aangeboden aan de Universiteit van Triëst, maar De Finetti kon dat niet aannemen in het fascistische Italië omdat hij ongehuwd was. In 1946 kon hij alsnog de leerstoel bezetten. In deze periode verschenen veel van zijn 200 publicaties, maar buiten Italië bleven ze lange tijd onopgemerkt.
In 1951 en eveneens in 1957 nodigde Leonard Jimmie Savage, een invloedrijke Amerikaanse statisticus, hem uit als gasthoogleraar aan de Universiteit van Chicago. Als gevolg daarvan kregen De Finetti's ideeën brede erkenning, en de naar hem genoemde Stelling van De Finetti vormt de basis voor de subjectieve kansrekening.
Van 1954 tot 1981 was De Finetti hoogleraar aan de Universiteit Sapienza in Rome, en stierf aldaar, hooggeëerd, in 1985.

## Werk
De Finetti stelde het volgende gedachte-experiment voor de rechtvaardiging van het subjectieve kansbegrip voor:
Men wedt op de stelling dat er 10 miljard jaar geleden leven was op Mars. Als dit het geval blijkt te zijn, kost dat een dollar, was er geen leven, dan wordt er niets betaald. Het antwoord op de vraag of er leven was, zal de volgende dag bekendgemaakt worden. Hoeveel ben je bereid in te zetten?

Als bij het vaststellen van de odds de regels van de kansrekening worden geschonden, heeft de tegenpartij een zekere manier de bookmaker financieel nadeel toe te brengen, zoals De Finetti laat zien. De regels van kansrekening strekken zich dus uit tot situaties met onvolledige informatie waarin geen toevallige gebeurtenissen een rol spelen. Voor de Finetti zijn kansen dan ook het product van onze gebrekkige informatie.
Er is geen objectieve kans.— Bruno de Finetti

### uitwisselbaarheid
De Finetti hield zich bezig met rijen zogeheten uitwisselbare stochastische variabelen. Dat zijn variabelen waarbij de volgorde van gebeurtenissen geen invloed heeft op de simultane kansen. De veronderstelling van uitwisselbaarheid is sterker dan dat de stochastische variabelen gelijkverdeeld zijn, maar zwakker dan dat ze gelijkverdeeld en onderling onafhankelijk zijn.

### Overig
In 1929 voerde De Finetti het begrip oneindige deelbaarheid van stochastische variabelen in, dat nauw verbonden is met het lévyproces.
Het De-Finettidiagram, een 2-simplex voor een eenvoudige voorstelling van het aandeel van het genotype in een bevolking, is naar hem genoemd.
De Finetti verwierp de sigma-additiviteit van stochastische variabelen, omdat dat volgens hem leidde tot tegenstrijdige gevolgen. Samen met Alfréd Rényi probeerde hij een alternatieve axiomatisering van de kansrekening te ontwikkelen, maar dit vond weinig weerklank.

## Voetnoten
1. ↑   Biografie de Finetti door zijn neef Dr. Hans Hochenegg (PDF, 1,5   MB).
2. ↑   Bruno de Finetti: Wahrscheinlichkeitstheorie, Voorwoord, Oldenbourg (München) 1981